# Lycoming O-540
Lycoming O-540 – rodzina sześciocylindrowych silników lotniczych chłodzonych powietrzem. W zależności od wersji występuje zasilanie zarówno gaźnikowe jak i wtryskowe. We wszystkich wersjach zastosowano zdwojony mechaniczny układ zapłonowy, z wyjątkiem najnowszego TEO-540, w którym zastosowano elektroniczną wersję układu. Pierwszy wariant tego silnika uzyskał certyfikat Federal Aviation Administration w 1957 roku (nr 1E4).

## Lista zastosowań
- Aero Commander 500
- Britten Norman Islander
- Britten Norman Trislander
- Cessna 182
- Dornier Do 28
- Embraer 202 Ipanema
- Extra 300 - AEIO-540
- Gippsland GA8
- Gippsland GA200
- Maule M-5
- Mooney M20
- Piper PA-23 Aztec
- Piper PA-24 Comanche
- Piper PA-25 Pawnee
- Piper PA-46-350P Mirage - TIO-540-AE2A
- Piper PA-31 Navajo
- Piper PA-32 Saratoga
- Piper PA-60 Aerostar
- PZL M26 Iskierka - AEIO-540
- PZL-104 Wilga - IO-540-KIB5
- Robinson R44
- Socata TB-20
- Tecnam P2012 Traveller[2]
- Van's Aircraft RV-10
- Zivko Edge 540
- Zlín Z-143
- Zlín Z-50